# SOS dla szczęścia
SOS dla szczęścia (tytuł oryginału: S.O.S. Bonheur) – belgijska, francuskojęzyczna seria komiksowa stworzona przez scenarzystę Jeana Van Hamme’a i rysownika Wernera Goelena, tworzącego pod pseudonimem Griffo. Pierwotnie opublikowana w latach 1984–1986 w sześciu odcinkach na łamach czasopisma komiksowego „Spirou”, ukazała się następnie w trzech tomach w latach 1988–1989 nakładem wydawnictwa Dupuis; wydanie to zawiera niepublikowane wcześniej zakończenie serii. Po polsku SOS dla szczęścia wydała oficyna Ongrys w jednym albumie zbiorczym w 2018.
W latach 2017–2019 pod tym samym tytułem ukazała się kontynuacja serii z rysunkami Griffo i według scenariusza Stephena Desberga.

## Fabuła
Utrzymana w konwencji political fiction seria w krzywym zwierciadle ukazuje współczesne społeczeństwo w bliżej nieokreślonym zachodnioeuropejskim państwie, przypominającym Francję czy Belgię. W dobie ciągłej opresji, inwigilacji i reglamentacji dóbr sześciu niepowiązanych ze sobą mężczyzn, doprowadzonych do granic wytrzymałości, buntuje się przeciwko systemowi. Ich losy przecinają się, gdy ich gniew przeradza się w rewolucję.

## Tomy
| Tytuł i rok wydania polskiego | Tytuł i rok wydania oryginalnego         | Zawartość tomów oryginalnych |
| Pierwszy cykl                 | Pierwszy cykl                            | Pierwszy cykl |
| ----------------------------- | ---------------------------------------- | --- |
| SOS dla szczęścia (2018)      | S.O.S. Bonheur 1 (1988)                  | - Plan de carrière – odcinek 1. wydany w „Spirou” nr 2430 z 8 listopada 1984 - À votre santé – odcinek 2. wydany w „Spirou” nr 2439 z 10 stycznia 1985       |
| SOS dla szczęścia (2018)      | S.O.S. Bonheur 2 (1988)                  | - Vives les vacances – odcinek 3. wydany w „Spirou” nr 2473 z 3 września 1985 - Sécurité publique – odcinek 4. wydany w „Spirou” nr 2484 z 19 listopada 1985 |
| SOS dla szczęścia (2018)      | S.O.S. Bonheur 3 (1989)                  | - Planning familial – odcinek 5. wydany w „Spirou” nr 2510 z 20 maja 1986 - Profession protégée – odcinek 6. wydany w „Spirou” nr 2525 z 2 września 1986     |
| Drugi cykl                    |                                          | |
|                               | S.O.S. Bonheur – Saison 2, Tome 1 (2017) | |
|                               | S.O.S. Bonheur – Saison 2, Tome 2 (2019) | |